# Soltan Hoseyn I

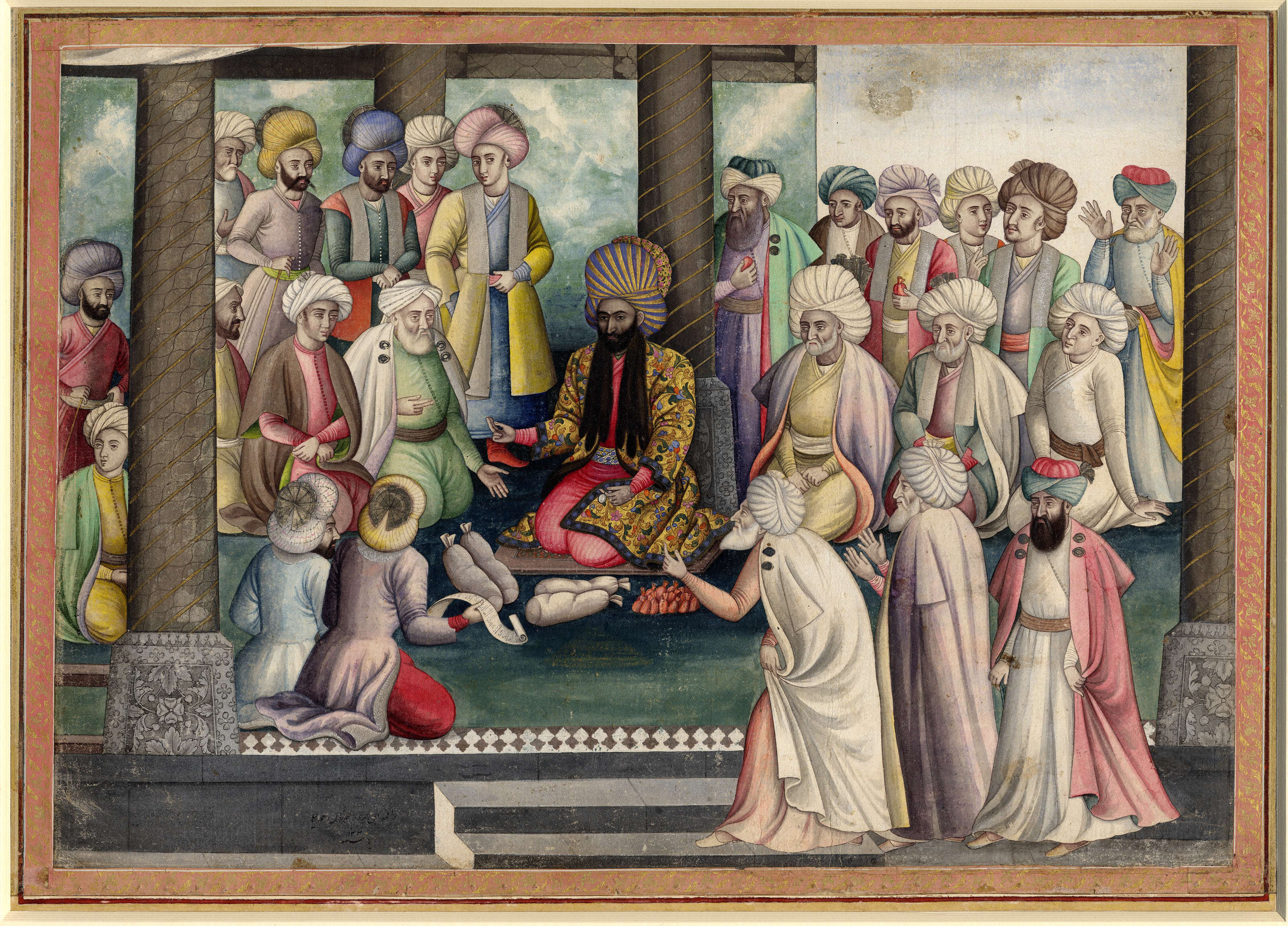
Een portret van een Safawidische sjah waarschijnlijk Soltan Hoseyn.

Soltan Hoseyn I (Perzisch:  شاه سلطان حسین Soltān-Hoseyn, Azerbeidzjaans-Turks Şah Sultan Hüseyn) was de negende sjah van de Safawieden, een dynastie die twee eeuwen lang over het Perzische Rijk heerste. Soltan Hoseyn regeerde van 1694 tot 1722. Zijn voorganger was zijn vader sjah Suleiman I en zijn opvolger werd zijn zoon Tahmasp II.